# ابنیه
آبنیه (باخرز)، روستایی از توابع بخش بالاولایت شهرستان باخرز در استان خراسان رضوی ایران است.

## تعداد قنات ها و چشمه ها
روستای آبنیه دارای بیشترین تعداد قنات در باخرز می باشد. این روستا دارای ۱۲ قنات و دو چشمه به نامهای آبنیه، تقی، شمس اباد،  توران بچه، ته سرا، باقرآباد، دهنو، ده سر سنگ، دوست آباد، ولی بای، خیجه، چاه سرخها، گنده چشمه و چشمه نگار می باشد. 

## نام آبنیه
نام آبنیه به معنی اراده برای آب است، یعنی روستایی که برای آب اراده (نیت) قوی داشته و بیشترین تعداد قنات را در منطقه باخرز ایجاد کرده است. مکان یابی این قنات ها هم در جای خودش تامل برانگیز است بطوری که تعدادی زیادی از این قناتها در خشک سالی های اخیر نیز دایر بوده و هرگز خشک نشده اند.

## زبان و گویش محلی
از نظر گویش محلی نیز گویش روستای آبنیه با گویش های موجود منطقه همچون گویش تایبادی، باخرزی ، تربتی و حتی روستای همجوار متفاوت است و به فارسی امروزی نزدیک است که احتمال مهاجر بودن آنها در زمانهای قبل را تقویت می کند. 

## جمعیت
این روستا در دهستان بالاولایت قرار دارد و براساس سرشماری مرکز آمار ایران در سال ۱۳۸۵، جمعیت آن ۱٬۰۵۲ نفر (۲۶۰خانوار) بوده‌است.